# Un livre de martyrs américains
Un livre de martyrs américains (titre original en anglais : A Book of American Martyrs) est un roman de l'autrice américaine Joyce Carol Oates publié en 2017. La traduction française de Claude Seban est parue en 2019 aux éditions Philippe Rey.

## Résumé
Le 2 novembre 1999, le médecin gynécologue Gus Vorhees est abattu par le fanatique chrétien Luther Amos Dunphy devant le Centre des femmes de Muskegee Falls dans l'Ohio.
Joyce Carol Oates revient sur la genèse de ce meurtre : Luther Dunphy, rongé par la culpabilité à la suite du décès de sa fille cadette dans un accident de voiture et démuni face à la dépression de son épouse Edna Mae, consacre son temps au mouvement anti-avortement et se sent investi en tant que soldat de Dieu d'une mission divine de protection des enfants à naître. D'autre part, les idéaux progressistes d'Augustus Gus Voorhees l'ont mené à consacrer sa vie à la défense du droit des femmes à disposer de leur corps, au sacrifice de sa vie et du bien-être de sa propre famille.
Cet assassinat plonge les deux familles dans un état de grande fragilité et Oates s'attache notamment à suivre le destin de leurs filles aînées : tandis que Naomi Vorhees se donne pour mission de reconstituer des archives sur la vie de son père, Dawn Dunphy se donne corps et âme dans sa carrière de boxeuse sous le nom de D.D. Dunphy, le marteau de Dieu.
Ce roman explore le débat sur l'avortement aux États-Unis, et en particulier dans le Midwest, en mettant l'accent sur la fracture croissante entre les partisans et les opposants des services de soins d'avortement légaux, ainsi que sur la violence anti-avortement. Le meurtre de Gus Vorhees dans le roman peut être vu comme un écho à ceux des médecins John Britton en 1994 ou de George Tiller en 2009.
Oates se penche également sur la question de la peine de mort, et notamment les conditions inhumaines d'exécutions par injection létale.

## Réception
Erica Wagner de The Guardian juge que le roman n'est pas à la hauteur de son potentiel : « C'est un roman captivant, plein de rebondissements inattendus qui font, de ce qui pourrait être un traité politique, un page-turner. Et c'est aussi honnête que son auteur peut le faire, ou du moins c'est ce que le lecteur doit croire ; mais c'est une honnêteté qui ne va pas plus loin. »
Pour le New York Times, Ayana Mathis décrit : « Le kaléidoscope changeant des voix est à la fois éclairant et vertigineux. Oates parie peut-être que la multitude de perspectives nous aidera à voir autour de nos œillères et de nos préjugés sur l'Autre. La question est, qui est l'Autre, et selon qui ? À certains égards, le pari d'Oates est payant. » Pourtant, poursuit Mathis, « il y a beaucoup de suffisance dans tout cela, et pire, un paternalisme dangereux. L'Autre, en l'occurrence le travailleur blanc pauvre, avec toute sa religion et ses pathologies, a été sommairement rejeté comme une horde d'ignorants ayant besoin de conseils (libéraux). La longue tentative d'Oates de comprendre ces vies se transforme en une caricature déshumanisante.»
Ron Charles du Washington Post fait l'éloge du roman : « entrer dans ce chef-d'œuvre, c'est être captivé par le paradoxe de ce courage tragique et s'investir dans la recherche d'Oates d'un semblant d'expiation, laïque ou divine. Indépendamment de votre propre foi ou de votre politique, le vrai miracle ici est de savoir comment, même après 700 pages, nous pouvons encore courir, nous armer pour la toute dernière ligne, une ligne que nous désespérons d'atteindre - mais pas trop tôt.»
En France, Lola Lafon évoque pour Le Monde « un splendide roman où l’écrivaine brosse un portrait saisissant de ces Etats-Unis épuisés de rancœur » et coupe court aux critiques « C’est mal connaître Joyce Carol Oates que d’imaginer trouver dans Un livre de martyrs américains un face-à-face simpliste et douteux entre partisans du droit à l’avortement et anti. » 
Sur France Culture, François Angelier le qualifie quant à lui ainsi : « Une vue globale de l’Amérique qui passe par l’histoire de l’avortement .»